# Martins Dukurs
Martins Dukurs, född den 31 mars 1984 i Riga, Lettiska SSR, Sovjetunionen, är en lettisk skeletonåkare.
Han tog OS-silver i skeleton i samband med de olympiska skeletontävlingarna 2010 i Vancouver.
Fyra år senare tog Dukurs återigen OS-silver i skeleton i samband med de olympiska skeletontävlingarna 2014 i Sotji.